# Sceloporus poinsettii
Sceloporus poinsettii (колюча тріщинна ігуана) — вид ігуаноподібних ящірок родини фриносомових (Phrynosomatidae). Мешкає в Сполучених Штатах Америки і Мексиці. Вид названий на честь американського лікаря, ботаніка і державного даяча Джоела Робертса Пойнсетта.

## Опис
Довжина колючих тріщиних ігуан без врахування хвоста становить 11,8 см, разом з хвостом — 31,2 см. Вони мають переважно сіре або червонувато-коричневе забарвлення, на шиї у них є чорно-білий комір. Нижня частина тіла у них світло-сіра, у самців з боків живота є блакитні плями. На хвості є чорні смуги. Луски кілеподібні, що надає ящіркам колючого вигляду.

## Підвиди
Виділяють п'ять підвидів:
- Sceloporus poinsettii poinsettii Baird & Girard, 1852;
- Sceloporus poinsettii amydrus Webb, 2006;
- Sceloporus poinsettii axtelli Webb, 2006;
- Sceloporus poinsettii macrolepis Smith & Chrapliwy, 1958;
- Sceloporus poinsettii polylepis Smith & Chrapliwy, 1958.

## Поширення і екологія
Колючі тріщинні ігуани мешкають на півдні Нью-Мексико та в центрі і на півночі Техасу, а також на півночі Мексики, в штатах Чіуауа, Коауїла, Дуранго, Нуево-Леон, Сан-Луїс-Потосі, Сакатекас, Халіско, Наярит і Сіналоа. Вони живуть на кам'янистих схилах пагорбів, в каньйонах і пустищах, в пустелі Чіуауа, в напівпустелях, в мескітових заростях, в дубових, соснових, ялівцевих і ялицевих лісах. Зустрічаються на висоті від 300 до 2818 м над рівнем моря. Віддають перевагу скелястим місцевостям, трапляються в тріщинах серед скель. Живляться переважно комахами. Яйцеживородні, народжують до 11 дитинчат.